# Nogat
Nogat er en 62 km lang flod, der er en deltagren af floden Wisła (Vistula) i det nordlige Polen. I modsætning til hovedfloden munder den ikke ud i Gdańsk-bugten, men snarere ud i Vistula-lagunen.
Nogat har sin oprindelse i nærheden af landsbyen Biała Góra som et forgrening af Wisła-floden. Kort efter løber flodn Liwa ud i Nogat. Derefter passerer floden Malbork og løber nordøst mod Elbląg (men når ikke byen). Nordvest for Elbląg løber Nogat ud i den sydvestlige del af Wisłabugten.
Floden lå i Kongeriget Polens krone indtil Polens første deling i 1772, hvor den blev annekteret af Preussen, og fra 1871 var den også en del af det Tyske Kejserrige. I mellemkrigstiden dannede Nogat grænsen mellem Tyskland og Fristaden Danzig (Gdańsk). Den blev igen en del af Polen efter Tysklands nederlag i Anden Verdenskrig i 1945.